# لی (ماساچوست)
لی، ماساچوست
لی (به انگلیسی: Lee) شهرکی در شهرستان برکشایر ایالت ماساچوست می‌باشد که در سال ۱۷۷۷ بنیان‌گذاری شده‌است. این شهرک در سرشماری سال ۲۰۱۰ میلادی، ۵٬۹۴۳ نفر جمعیت داشته‌است.

## نگارخانه

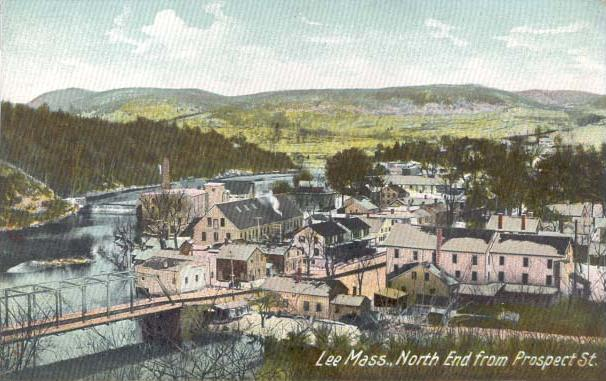
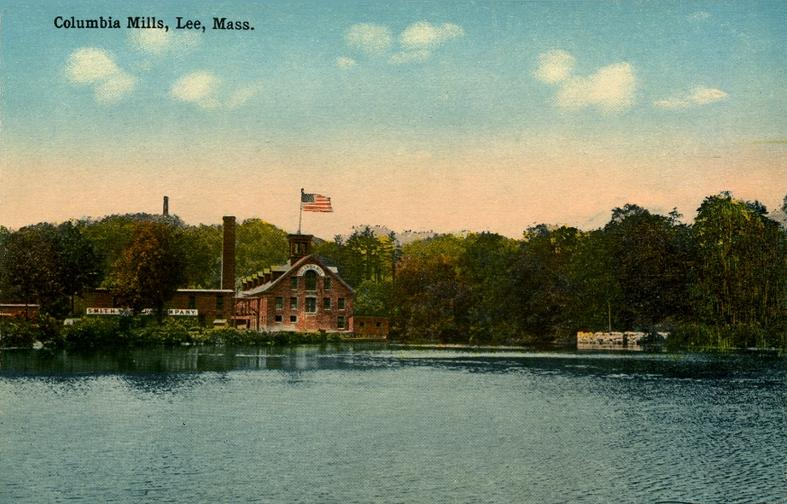
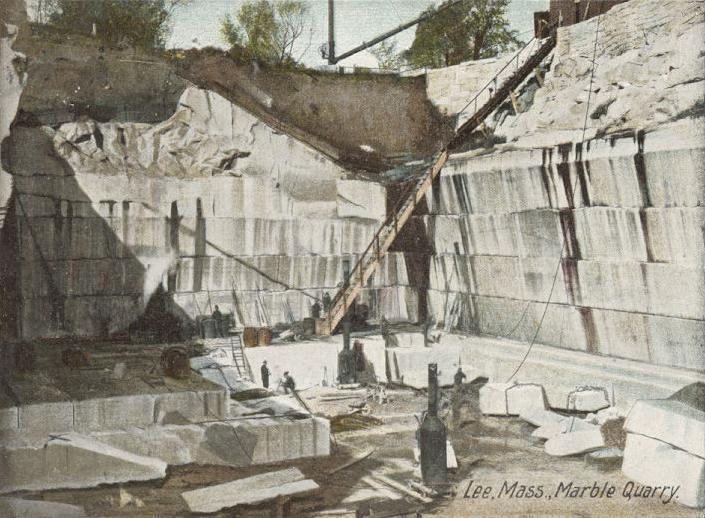